# Карасёв, Владимир Иванович
Владимир Иванович Карасёв (17 июня 1938, Ленинград — 9 июля 2021, Санкт-Петербург, Россия) — советский и российский шахматист, международный мастер (1976).

## Шахматная карьера
Участник чемпионатов СССР 1967, 1970 и 1971 гг.
Чемпион Ленинграда 1974 г. Серебряный призёр чемпионатов Ленинграда 1965 и 1970 гг. (проиграл в дополнительных матчах за первое место В. З. Файбисовичу и М. Д. Цейтлину соответственно).
Серебряный призёр чемпионата ВС СССР 1960 г.
Победитель мемориала А. К. Рубинштейна 1974 г. В международном турнире в Албене (1976) — 2-е место.
Чемпион России среди ветеранов 2001, 2002 и 2004 гг. Участник чемпионатов мира среди ветеранов (лучший результат — 5—6 место в 2005 г.). Чемпион Европы среди ветеранов 2015 г. В составе сборной Санкт-Петербурга победитель командного первенства мира среди ветеранов 2014 г. (в категории 65+).
Наивысшего рейтинга достиг в 1977 году, с отметкой 2515 баллов входил в 50 лучших шахматистов мира, не являясь при этом гроссмейстером.
Похоронен на Южном кладбище Петербурга.

## Примечательные партии

### Толуш — Карасев
|   | a | b | c | d | e | f | g | h |   |
| - | --- | --- | --- | --- | --- | --- | --- | --- | - |
| 8 | a8 чёрная ладья · c8 чёрный слон · g8 чёрный король · a7 чёрная пешка · b7 чёрная пешка · g7 чёрная ладья · h7 чёрная пешка · c6 чёрная пешка · e6 чёрная пешка · f6 чёрный конь · h6 чёрный ферзь · c5 белая пешка · d5 чёрная пешка · e5 белая пешка · f5 чёрная пешка · b4 белая пешка · e4 чёрный конь · f4 белая пешка · a2 белая пешка · b2 белый слон · c2 белый ферзь · d2 белый конь · e2 белый слон · g2 белая пешка · h2 белая пешка · a1 белая ладья · f1 белая ладья · g1 белый король | a8 чёрная ладья · c8 чёрный слон · g8 чёрный король · a7 чёрная пешка · b7 чёрная пешка · g7 чёрная ладья · h7 чёрная пешка · c6 чёрная пешка · e6 чёрная пешка · f6 чёрный конь · h6 чёрный ферзь · c5 белая пешка · d5 чёрная пешка · e5 белая пешка · f5 чёрная пешка · b4 белая пешка · e4 чёрный конь · f4 белая пешка · a2 белая пешка · b2 белый слон · c2 белый ферзь · d2 белый конь · e2 белый слон · g2 белая пешка · h2 белая пешка · a1 белая ладья · f1 белая ладья · g1 белый король | a8 чёрная ладья · c8 чёрный слон · g8 чёрный король · a7 чёрная пешка · b7 чёрная пешка · g7 чёрная ладья · h7 чёрная пешка · c6 чёрная пешка · e6 чёрная пешка · f6 чёрный конь · h6 чёрный ферзь · c5 белая пешка · d5 чёрная пешка · e5 белая пешка · f5 чёрная пешка · b4 белая пешка · e4 чёрный конь · f4 белая пешка · a2 белая пешка · b2 белый слон · c2 белый ферзь · d2 белый конь · e2 белый слон · g2 белая пешка · h2 белая пешка · a1 белая ладья · f1 белая ладья · g1 белый король | a8 чёрная ладья · c8 чёрный слон · g8 чёрный король · a7 чёрная пешка · b7 чёрная пешка · g7 чёрная ладья · h7 чёрная пешка · c6 чёрная пешка · e6 чёрная пешка · f6 чёрный конь · h6 чёрный ферзь · c5 белая пешка · d5 чёрная пешка · e5 белая пешка · f5 чёрная пешка · b4 белая пешка · e4 чёрный конь · f4 белая пешка · a2 белая пешка · b2 белый слон · c2 белый ферзь · d2 белый конь · e2 белый слон · g2 белая пешка · h2 белая пешка · a1 белая ладья · f1 белая ладья · g1 белый король | a8 чёрная ладья · c8 чёрный слон · g8 чёрный король · a7 чёрная пешка · b7 чёрная пешка · g7 чёрная ладья · h7 чёрная пешка · c6 чёрная пешка · e6 чёрная пешка · f6 чёрный конь · h6 чёрный ферзь · c5 белая пешка · d5 чёрная пешка · e5 белая пешка · f5 чёрная пешка · b4 белая пешка · e4 чёрный конь · f4 белая пешка · a2 белая пешка · b2 белый слон · c2 белый ферзь · d2 белый конь · e2 белый слон · g2 белая пешка · h2 белая пешка · a1 белая ладья · f1 белая ладья · g1 белый король | a8 чёрная ладья · c8 чёрный слон · g8 чёрный король · a7 чёрная пешка · b7 чёрная пешка · g7 чёрная ладья · h7 чёрная пешка · c6 чёрная пешка · e6 чёрная пешка · f6 чёрный конь · h6 чёрный ферзь · c5 белая пешка · d5 чёрная пешка · e5 белая пешка · f5 чёрная пешка · b4 белая пешка · e4 чёрный конь · f4 белая пешка · a2 белая пешка · b2 белый слон · c2 белый ферзь · d2 белый конь · e2 белый слон · g2 белая пешка · h2 белая пешка · a1 белая ладья · f1 белая ладья · g1 белый король | a8 чёрная ладья · c8 чёрный слон · g8 чёрный король · a7 чёрная пешка · b7 чёрная пешка · g7 чёрная ладья · h7 чёрная пешка · c6 чёрная пешка · e6 чёрная пешка · f6 чёрный конь · h6 чёрный ферзь · c5 белая пешка · d5 чёрная пешка · e5 белая пешка · f5 чёрная пешка · b4 белая пешка · e4 чёрный конь · f4 белая пешка · a2 белая пешка · b2 белый слон · c2 белый ферзь · d2 белый конь · e2 белый слон · g2 белая пешка · h2 белая пешка · a1 белая ладья · f1 белая ладья · g1 белый король | a8 чёрная ладья · c8 чёрный слон · g8 чёрный король · a7 чёрная пешка · b7 чёрная пешка · g7 чёрная ладья · h7 чёрная пешка · c6 чёрная пешка · e6 чёрная пешка · f6 чёрный конь · h6 чёрный ферзь · c5 белая пешка · d5 чёрная пешка · e5 белая пешка · f5 чёрная пешка · b4 белая пешка · e4 чёрный конь · f4 белая пешка · a2 белая пешка · b2 белый слон · c2 белый ферзь · d2 белый конь · e2 белый слон · g2 белая пешка · h2 белая пешка · a1 белая ладья · f1 белая ладья · g1 белый король | 8 |
| 7 | a8 чёрная ладья · c8 чёрный слон · g8 чёрный король · a7 чёрная пешка · b7 чёрная пешка · g7 чёрная ладья · h7 чёрная пешка · c6 чёрная пешка · e6 чёрная пешка · f6 чёрный конь · h6 чёрный ферзь · c5 белая пешка · d5 чёрная пешка · e5 белая пешка · f5 чёрная пешка · b4 белая пешка · e4 чёрный конь · f4 белая пешка · a2 белая пешка · b2 белый слон · c2 белый ферзь · d2 белый конь · e2 белый слон · g2 белая пешка · h2 белая пешка · a1 белая ладья · f1 белая ладья · g1 белый король | a8 чёрная ладья · c8 чёрный слон · g8 чёрный король · a7 чёрная пешка · b7 чёрная пешка · g7 чёрная ладья · h7 чёрная пешка · c6 чёрная пешка · e6 чёрная пешка · f6 чёрный конь · h6 чёрный ферзь · c5 белая пешка · d5 чёрная пешка · e5 белая пешка · f5 чёрная пешка · b4 белая пешка · e4 чёрный конь · f4 белая пешка · a2 белая пешка · b2 белый слон · c2 белый ферзь · d2 белый конь · e2 белый слон · g2 белая пешка · h2 белая пешка · a1 белая ладья · f1 белая ладья · g1 белый король | a8 чёрная ладья · c8 чёрный слон · g8 чёрный король · a7 чёрная пешка · b7 чёрная пешка · g7 чёрная ладья · h7 чёрная пешка · c6 чёрная пешка · e6 чёрная пешка · f6 чёрный конь · h6 чёрный ферзь · c5 белая пешка · d5 чёрная пешка · e5 белая пешка · f5 чёрная пешка · b4 белая пешка · e4 чёрный конь · f4 белая пешка · a2 белая пешка · b2 белый слон · c2 белый ферзь · d2 белый конь · e2 белый слон · g2 белая пешка · h2 белая пешка · a1 белая ладья · f1 белая ладья · g1 белый король | a8 чёрная ладья · c8 чёрный слон · g8 чёрный король · a7 чёрная пешка · b7 чёрная пешка · g7 чёрная ладья · h7 чёрная пешка · c6 чёрная пешка · e6 чёрная пешка · f6 чёрный конь · h6 чёрный ферзь · c5 белая пешка · d5 чёрная пешка · e5 белая пешка · f5 чёрная пешка · b4 белая пешка · e4 чёрный конь · f4 белая пешка · a2 белая пешка · b2 белый слон · c2 белый ферзь · d2 белый конь · e2 белый слон · g2 белая пешка · h2 белая пешка · a1 белая ладья · f1 белая ладья · g1 белый король | a8 чёрная ладья · c8 чёрный слон · g8 чёрный король · a7 чёрная пешка · b7 чёрная пешка · g7 чёрная ладья · h7 чёрная пешка · c6 чёрная пешка · e6 чёрная пешка · f6 чёрный конь · h6 чёрный ферзь · c5 белая пешка · d5 чёрная пешка · e5 белая пешка · f5 чёрная пешка · b4 белая пешка · e4 чёрный конь · f4 белая пешка · a2 белая пешка · b2 белый слон · c2 белый ферзь · d2 белый конь · e2 белый слон · g2 белая пешка · h2 белая пешка · a1 белая ладья · f1 белая ладья · g1 белый король | a8 чёрная ладья · c8 чёрный слон · g8 чёрный король · a7 чёрная пешка · b7 чёрная пешка · g7 чёрная ладья · h7 чёрная пешка · c6 чёрная пешка · e6 чёрная пешка · f6 чёрный конь · h6 чёрный ферзь · c5 белая пешка · d5 чёрная пешка · e5 белая пешка · f5 чёрная пешка · b4 белая пешка · e4 чёрный конь · f4 белая пешка · a2 белая пешка · b2 белый слон · c2 белый ферзь · d2 белый конь · e2 белый слон · g2 белая пешка · h2 белая пешка · a1 белая ладья · f1 белая ладья · g1 белый король | a8 чёрная ладья · c8 чёрный слон · g8 чёрный король · a7 чёрная пешка · b7 чёрная пешка · g7 чёрная ладья · h7 чёрная пешка · c6 чёрная пешка · e6 чёрная пешка · f6 чёрный конь · h6 чёрный ферзь · c5 белая пешка · d5 чёрная пешка · e5 белая пешка · f5 чёрная пешка · b4 белая пешка · e4 чёрный конь · f4 белая пешка · a2 белая пешка · b2 белый слон · c2 белый ферзь · d2 белый конь · e2 белый слон · g2 белая пешка · h2 белая пешка · a1 белая ладья · f1 белая ладья · g1 белый король | a8 чёрная ладья · c8 чёрный слон · g8 чёрный король · a7 чёрная пешка · b7 чёрная пешка · g7 чёрная ладья · h7 чёрная пешка · c6 чёрная пешка · e6 чёрная пешка · f6 чёрный конь · h6 чёрный ферзь · c5 белая пешка · d5 чёрная пешка · e5 белая пешка · f5 чёрная пешка · b4 белая пешка · e4 чёрный конь · f4 белая пешка · a2 белая пешка · b2 белый слон · c2 белый ферзь · d2 белый конь · e2 белый слон · g2 белая пешка · h2 белая пешка · a1 белая ладья · f1 белая ладья · g1 белый король | 7 |
| 6 | a8 чёрная ладья · c8 чёрный слон · g8 чёрный король · a7 чёрная пешка · b7 чёрная пешка · g7 чёрная ладья · h7 чёрная пешка · c6 чёрная пешка · e6 чёрная пешка · f6 чёрный конь · h6 чёрный ферзь · c5 белая пешка · d5 чёрная пешка · e5 белая пешка · f5 чёрная пешка · b4 белая пешка · e4 чёрный конь · f4 белая пешка · a2 белая пешка · b2 белый слон · c2 белый ферзь · d2 белый конь · e2 белый слон · g2 белая пешка · h2 белая пешка · a1 белая ладья · f1 белая ладья · g1 белый король | a8 чёрная ладья · c8 чёрный слон · g8 чёрный король · a7 чёрная пешка · b7 чёрная пешка · g7 чёрная ладья · h7 чёрная пешка · c6 чёрная пешка · e6 чёрная пешка · f6 чёрный конь · h6 чёрный ферзь · c5 белая пешка · d5 чёрная пешка · e5 белая пешка · f5 чёрная пешка · b4 белая пешка · e4 чёрный конь · f4 белая пешка · a2 белая пешка · b2 белый слон · c2 белый ферзь · d2 белый конь · e2 белый слон · g2 белая пешка · h2 белая пешка · a1 белая ладья · f1 белая ладья · g1 белый король | a8 чёрная ладья · c8 чёрный слон · g8 чёрный король · a7 чёрная пешка · b7 чёрная пешка · g7 чёрная ладья · h7 чёрная пешка · c6 чёрная пешка · e6 чёрная пешка · f6 чёрный конь · h6 чёрный ферзь · c5 белая пешка · d5 чёрная пешка · e5 белая пешка · f5 чёрная пешка · b4 белая пешка · e4 чёрный конь · f4 белая пешка · a2 белая пешка · b2 белый слон · c2 белый ферзь · d2 белый конь · e2 белый слон · g2 белая пешка · h2 белая пешка · a1 белая ладья · f1 белая ладья · g1 белый король | a8 чёрная ладья · c8 чёрный слон · g8 чёрный король · a7 чёрная пешка · b7 чёрная пешка · g7 чёрная ладья · h7 чёрная пешка · c6 чёрная пешка · e6 чёрная пешка · f6 чёрный конь · h6 чёрный ферзь · c5 белая пешка · d5 чёрная пешка · e5 белая пешка · f5 чёрная пешка · b4 белая пешка · e4 чёрный конь · f4 белая пешка · a2 белая пешка · b2 белый слон · c2 белый ферзь · d2 белый конь · e2 белый слон · g2 белая пешка · h2 белая пешка · a1 белая ладья · f1 белая ладья · g1 белый король | a8 чёрная ладья · c8 чёрный слон · g8 чёрный король · a7 чёрная пешка · b7 чёрная пешка · g7 чёрная ладья · h7 чёрная пешка · c6 чёрная пешка · e6 чёрная пешка · f6 чёрный конь · h6 чёрный ферзь · c5 белая пешка · d5 чёрная пешка · e5 белая пешка · f5 чёрная пешка · b4 белая пешка · e4 чёрный конь · f4 белая пешка · a2 белая пешка · b2 белый слон · c2 белый ферзь · d2 белый конь · e2 белый слон · g2 белая пешка · h2 белая пешка · a1 белая ладья · f1 белая ладья · g1 белый король | a8 чёрная ладья · c8 чёрный слон · g8 чёрный король · a7 чёрная пешка · b7 чёрная пешка · g7 чёрная ладья · h7 чёрная пешка · c6 чёрная пешка · e6 чёрная пешка · f6 чёрный конь · h6 чёрный ферзь · c5 белая пешка · d5 чёрная пешка · e5 белая пешка · f5 чёрная пешка · b4 белая пешка · e4 чёрный конь · f4 белая пешка · a2 белая пешка · b2 белый слон · c2 белый ферзь · d2 белый конь · e2 белый слон · g2 белая пешка · h2 белая пешка · a1 белая ладья · f1 белая ладья · g1 белый король | a8 чёрная ладья · c8 чёрный слон · g8 чёрный король · a7 чёрная пешка · b7 чёрная пешка · g7 чёрная ладья · h7 чёрная пешка · c6 чёрная пешка · e6 чёрная пешка · f6 чёрный конь · h6 чёрный ферзь · c5 белая пешка · d5 чёрная пешка · e5 белая пешка · f5 чёрная пешка · b4 белая пешка · e4 чёрный конь · f4 белая пешка · a2 белая пешка · b2 белый слон · c2 белый ферзь · d2 белый конь · e2 белый слон · g2 белая пешка · h2 белая пешка · a1 белая ладья · f1 белая ладья · g1 белый король | a8 чёрная ладья · c8 чёрный слон · g8 чёрный король · a7 чёрная пешка · b7 чёрная пешка · g7 чёрная ладья · h7 чёрная пешка · c6 чёрная пешка · e6 чёрная пешка · f6 чёрный конь · h6 чёрный ферзь · c5 белая пешка · d5 чёрная пешка · e5 белая пешка · f5 чёрная пешка · b4 белая пешка · e4 чёрный конь · f4 белая пешка · a2 белая пешка · b2 белый слон · c2 белый ферзь · d2 белый конь · e2 белый слон · g2 белая пешка · h2 белая пешка · a1 белая ладья · f1 белая ладья · g1 белый король | 6 |
| 5 | a8 чёрная ладья · c8 чёрный слон · g8 чёрный король · a7 чёрная пешка · b7 чёрная пешка · g7 чёрная ладья · h7 чёрная пешка · c6 чёрная пешка · e6 чёрная пешка · f6 чёрный конь · h6 чёрный ферзь · c5 белая пешка · d5 чёрная пешка · e5 белая пешка · f5 чёрная пешка · b4 белая пешка · e4 чёрный конь · f4 белая пешка · a2 белая пешка · b2 белый слон · c2 белый ферзь · d2 белый конь · e2 белый слон · g2 белая пешка · h2 белая пешка · a1 белая ладья · f1 белая ладья · g1 белый король | a8 чёрная ладья · c8 чёрный слон · g8 чёрный король · a7 чёрная пешка · b7 чёрная пешка · g7 чёрная ладья · h7 чёрная пешка · c6 чёрная пешка · e6 чёрная пешка · f6 чёрный конь · h6 чёрный ферзь · c5 белая пешка · d5 чёрная пешка · e5 белая пешка · f5 чёрная пешка · b4 белая пешка · e4 чёрный конь · f4 белая пешка · a2 белая пешка · b2 белый слон · c2 белый ферзь · d2 белый конь · e2 белый слон · g2 белая пешка · h2 белая пешка · a1 белая ладья · f1 белая ладья · g1 белый король | a8 чёрная ладья · c8 чёрный слон · g8 чёрный король · a7 чёрная пешка · b7 чёрная пешка · g7 чёрная ладья · h7 чёрная пешка · c6 чёрная пешка · e6 чёрная пешка · f6 чёрный конь · h6 чёрный ферзь · c5 белая пешка · d5 чёрная пешка · e5 белая пешка · f5 чёрная пешка · b4 белая пешка · e4 чёрный конь · f4 белая пешка · a2 белая пешка · b2 белый слон · c2 белый ферзь · d2 белый конь · e2 белый слон · g2 белая пешка · h2 белая пешка · a1 белая ладья · f1 белая ладья · g1 белый король | a8 чёрная ладья · c8 чёрный слон · g8 чёрный король · a7 чёрная пешка · b7 чёрная пешка · g7 чёрная ладья · h7 чёрная пешка · c6 чёрная пешка · e6 чёрная пешка · f6 чёрный конь · h6 чёрный ферзь · c5 белая пешка · d5 чёрная пешка · e5 белая пешка · f5 чёрная пешка · b4 белая пешка · e4 чёрный конь · f4 белая пешка · a2 белая пешка · b2 белый слон · c2 белый ферзь · d2 белый конь · e2 белый слон · g2 белая пешка · h2 белая пешка · a1 белая ладья · f1 белая ладья · g1 белый король | a8 чёрная ладья · c8 чёрный слон · g8 чёрный король · a7 чёрная пешка · b7 чёрная пешка · g7 чёрная ладья · h7 чёрная пешка · c6 чёрная пешка · e6 чёрная пешка · f6 чёрный конь · h6 чёрный ферзь · c5 белая пешка · d5 чёрная пешка · e5 белая пешка · f5 чёрная пешка · b4 белая пешка · e4 чёрный конь · f4 белая пешка · a2 белая пешка · b2 белый слон · c2 белый ферзь · d2 белый конь · e2 белый слон · g2 белая пешка · h2 белая пешка · a1 белая ладья · f1 белая ладья · g1 белый король | a8 чёрная ладья · c8 чёрный слон · g8 чёрный король · a7 чёрная пешка · b7 чёрная пешка · g7 чёрная ладья · h7 чёрная пешка · c6 чёрная пешка · e6 чёрная пешка · f6 чёрный конь · h6 чёрный ферзь · c5 белая пешка · d5 чёрная пешка · e5 белая пешка · f5 чёрная пешка · b4 белая пешка · e4 чёрный конь · f4 белая пешка · a2 белая пешка · b2 белый слон · c2 белый ферзь · d2 белый конь · e2 белый слон · g2 белая пешка · h2 белая пешка · a1 белая ладья · f1 белая ладья · g1 белый король | a8 чёрная ладья · c8 чёрный слон · g8 чёрный король · a7 чёрная пешка · b7 чёрная пешка · g7 чёрная ладья · h7 чёрная пешка · c6 чёрная пешка · e6 чёрная пешка · f6 чёрный конь · h6 чёрный ферзь · c5 белая пешка · d5 чёрная пешка · e5 белая пешка · f5 чёрная пешка · b4 белая пешка · e4 чёрный конь · f4 белая пешка · a2 белая пешка · b2 белый слон · c2 белый ферзь · d2 белый конь · e2 белый слон · g2 белая пешка · h2 белая пешка · a1 белая ладья · f1 белая ладья · g1 белый король | a8 чёрная ладья · c8 чёрный слон · g8 чёрный король · a7 чёрная пешка · b7 чёрная пешка · g7 чёрная ладья · h7 чёрная пешка · c6 чёрная пешка · e6 чёрная пешка · f6 чёрный конь · h6 чёрный ферзь · c5 белая пешка · d5 чёрная пешка · e5 белая пешка · f5 чёрная пешка · b4 белая пешка · e4 чёрный конь · f4 белая пешка · a2 белая пешка · b2 белый слон · c2 белый ферзь · d2 белый конь · e2 белый слон · g2 белая пешка · h2 белая пешка · a1 белая ладья · f1 белая ладья · g1 белый король | 5 |
| 4 | a8 чёрная ладья · c8 чёрный слон · g8 чёрный король · a7 чёрная пешка · b7 чёрная пешка · g7 чёрная ладья · h7 чёрная пешка · c6 чёрная пешка · e6 чёрная пешка · f6 чёрный конь · h6 чёрный ферзь · c5 белая пешка · d5 чёрная пешка · e5 белая пешка · f5 чёрная пешка · b4 белая пешка · e4 чёрный конь · f4 белая пешка · a2 белая пешка · b2 белый слон · c2 белый ферзь · d2 белый конь · e2 белый слон · g2 белая пешка · h2 белая пешка · a1 белая ладья · f1 белая ладья · g1 белый король | a8 чёрная ладья · c8 чёрный слон · g8 чёрный король · a7 чёрная пешка · b7 чёрная пешка · g7 чёрная ладья · h7 чёрная пешка · c6 чёрная пешка · e6 чёрная пешка · f6 чёрный конь · h6 чёрный ферзь · c5 белая пешка · d5 чёрная пешка · e5 белая пешка · f5 чёрная пешка · b4 белая пешка · e4 чёрный конь · f4 белая пешка · a2 белая пешка · b2 белый слон · c2 белый ферзь · d2 белый конь · e2 белый слон · g2 белая пешка · h2 белая пешка · a1 белая ладья · f1 белая ладья · g1 белый король | a8 чёрная ладья · c8 чёрный слон · g8 чёрный король · a7 чёрная пешка · b7 чёрная пешка · g7 чёрная ладья · h7 чёрная пешка · c6 чёрная пешка · e6 чёрная пешка · f6 чёрный конь · h6 чёрный ферзь · c5 белая пешка · d5 чёрная пешка · e5 белая пешка · f5 чёрная пешка · b4 белая пешка · e4 чёрный конь · f4 белая пешка · a2 белая пешка · b2 белый слон · c2 белый ферзь · d2 белый конь · e2 белый слон · g2 белая пешка · h2 белая пешка · a1 белая ладья · f1 белая ладья · g1 белый король | a8 чёрная ладья · c8 чёрный слон · g8 чёрный король · a7 чёрная пешка · b7 чёрная пешка · g7 чёрная ладья · h7 чёрная пешка · c6 чёрная пешка · e6 чёрная пешка · f6 чёрный конь · h6 чёрный ферзь · c5 белая пешка · d5 чёрная пешка · e5 белая пешка · f5 чёрная пешка · b4 белая пешка · e4 чёрный конь · f4 белая пешка · a2 белая пешка · b2 белый слон · c2 белый ферзь · d2 белый конь · e2 белый слон · g2 белая пешка · h2 белая пешка · a1 белая ладья · f1 белая ладья · g1 белый король | a8 чёрная ладья · c8 чёрный слон · g8 чёрный король · a7 чёрная пешка · b7 чёрная пешка · g7 чёрная ладья · h7 чёрная пешка · c6 чёрная пешка · e6 чёрная пешка · f6 чёрный конь · h6 чёрный ферзь · c5 белая пешка · d5 чёрная пешка · e5 белая пешка · f5 чёрная пешка · b4 белая пешка · e4 чёрный конь · f4 белая пешка · a2 белая пешка · b2 белый слон · c2 белый ферзь · d2 белый конь · e2 белый слон · g2 белая пешка · h2 белая пешка · a1 белая ладья · f1 белая ладья · g1 белый король | a8 чёрная ладья · c8 чёрный слон · g8 чёрный король · a7 чёрная пешка · b7 чёрная пешка · g7 чёрная ладья · h7 чёрная пешка · c6 чёрная пешка · e6 чёрная пешка · f6 чёрный конь · h6 чёрный ферзь · c5 белая пешка · d5 чёрная пешка · e5 белая пешка · f5 чёрная пешка · b4 белая пешка · e4 чёрный конь · f4 белая пешка · a2 белая пешка · b2 белый слон · c2 белый ферзь · d2 белый конь · e2 белый слон · g2 белая пешка · h2 белая пешка · a1 белая ладья · f1 белая ладья · g1 белый король | a8 чёрная ладья · c8 чёрный слон · g8 чёрный король · a7 чёрная пешка · b7 чёрная пешка · g7 чёрная ладья · h7 чёрная пешка · c6 чёрная пешка · e6 чёрная пешка · f6 чёрный конь · h6 чёрный ферзь · c5 белая пешка · d5 чёрная пешка · e5 белая пешка · f5 чёрная пешка · b4 белая пешка · e4 чёрный конь · f4 белая пешка · a2 белая пешка · b2 белый слон · c2 белый ферзь · d2 белый конь · e2 белый слон · g2 белая пешка · h2 белая пешка · a1 белая ладья · f1 белая ладья · g1 белый король | a8 чёрная ладья · c8 чёрный слон · g8 чёрный король · a7 чёрная пешка · b7 чёрная пешка · g7 чёрная ладья · h7 чёрная пешка · c6 чёрная пешка · e6 чёрная пешка · f6 чёрный конь · h6 чёрный ферзь · c5 белая пешка · d5 чёрная пешка · e5 белая пешка · f5 чёрная пешка · b4 белая пешка · e4 чёрный конь · f4 белая пешка · a2 белая пешка · b2 белый слон · c2 белый ферзь · d2 белый конь · e2 белый слон · g2 белая пешка · h2 белая пешка · a1 белая ладья · f1 белая ладья · g1 белый король | 4 |
| 3 | a8 чёрная ладья · c8 чёрный слон · g8 чёрный король · a7 чёрная пешка · b7 чёрная пешка · g7 чёрная ладья · h7 чёрная пешка · c6 чёрная пешка · e6 чёрная пешка · f6 чёрный конь · h6 чёрный ферзь · c5 белая пешка · d5 чёрная пешка · e5 белая пешка · f5 чёрная пешка · b4 белая пешка · e4 чёрный конь · f4 белая пешка · a2 белая пешка · b2 белый слон · c2 белый ферзь · d2 белый конь · e2 белый слон · g2 белая пешка · h2 белая пешка · a1 белая ладья · f1 белая ладья · g1 белый король | a8 чёрная ладья · c8 чёрный слон · g8 чёрный король · a7 чёрная пешка · b7 чёрная пешка · g7 чёрная ладья · h7 чёрная пешка · c6 чёрная пешка · e6 чёрная пешка · f6 чёрный конь · h6 чёрный ферзь · c5 белая пешка · d5 чёрная пешка · e5 белая пешка · f5 чёрная пешка · b4 белая пешка · e4 чёрный конь · f4 белая пешка · a2 белая пешка · b2 белый слон · c2 белый ферзь · d2 белый конь · e2 белый слон · g2 белая пешка · h2 белая пешка · a1 белая ладья · f1 белая ладья · g1 белый король | a8 чёрная ладья · c8 чёрный слон · g8 чёрный король · a7 чёрная пешка · b7 чёрная пешка · g7 чёрная ладья · h7 чёрная пешка · c6 чёрная пешка · e6 чёрная пешка · f6 чёрный конь · h6 чёрный ферзь · c5 белая пешка · d5 чёрная пешка · e5 белая пешка · f5 чёрная пешка · b4 белая пешка · e4 чёрный конь · f4 белая пешка · a2 белая пешка · b2 белый слон · c2 белый ферзь · d2 белый конь · e2 белый слон · g2 белая пешка · h2 белая пешка · a1 белая ладья · f1 белая ладья · g1 белый король | a8 чёрная ладья · c8 чёрный слон · g8 чёрный король · a7 чёрная пешка · b7 чёрная пешка · g7 чёрная ладья · h7 чёрная пешка · c6 чёрная пешка · e6 чёрная пешка · f6 чёрный конь · h6 чёрный ферзь · c5 белая пешка · d5 чёрная пешка · e5 белая пешка · f5 чёрная пешка · b4 белая пешка · e4 чёрный конь · f4 белая пешка · a2 белая пешка · b2 белый слон · c2 белый ферзь · d2 белый конь · e2 белый слон · g2 белая пешка · h2 белая пешка · a1 белая ладья · f1 белая ладья · g1 белый король | a8 чёрная ладья · c8 чёрный слон · g8 чёрный король · a7 чёрная пешка · b7 чёрная пешка · g7 чёрная ладья · h7 чёрная пешка · c6 чёрная пешка · e6 чёрная пешка · f6 чёрный конь · h6 чёрный ферзь · c5 белая пешка · d5 чёрная пешка · e5 белая пешка · f5 чёрная пешка · b4 белая пешка · e4 чёрный конь · f4 белая пешка · a2 белая пешка · b2 белый слон · c2 белый ферзь · d2 белый конь · e2 белый слон · g2 белая пешка · h2 белая пешка · a1 белая ладья · f1 белая ладья · g1 белый король | a8 чёрная ладья · c8 чёрный слон · g8 чёрный король · a7 чёрная пешка · b7 чёрная пешка · g7 чёрная ладья · h7 чёрная пешка · c6 чёрная пешка · e6 чёрная пешка · f6 чёрный конь · h6 чёрный ферзь · c5 белая пешка · d5 чёрная пешка · e5 белая пешка · f5 чёрная пешка · b4 белая пешка · e4 чёрный конь · f4 белая пешка · a2 белая пешка · b2 белый слон · c2 белый ферзь · d2 белый конь · e2 белый слон · g2 белая пешка · h2 белая пешка · a1 белая ладья · f1 белая ладья · g1 белый король | a8 чёрная ладья · c8 чёрный слон · g8 чёрный король · a7 чёрная пешка · b7 чёрная пешка · g7 чёрная ладья · h7 чёрная пешка · c6 чёрная пешка · e6 чёрная пешка · f6 чёрный конь · h6 чёрный ферзь · c5 белая пешка · d5 чёрная пешка · e5 белая пешка · f5 чёрная пешка · b4 белая пешка · e4 чёрный конь · f4 белая пешка · a2 белая пешка · b2 белый слон · c2 белый ферзь · d2 белый конь · e2 белый слон · g2 белая пешка · h2 белая пешка · a1 белая ладья · f1 белая ладья · g1 белый король | a8 чёрная ладья · c8 чёрный слон · g8 чёрный король · a7 чёрная пешка · b7 чёрная пешка · g7 чёрная ладья · h7 чёрная пешка · c6 чёрная пешка · e6 чёрная пешка · f6 чёрный конь · h6 чёрный ферзь · c5 белая пешка · d5 чёрная пешка · e5 белая пешка · f5 чёрная пешка · b4 белая пешка · e4 чёрный конь · f4 белая пешка · a2 белая пешка · b2 белый слон · c2 белый ферзь · d2 белый конь · e2 белый слон · g2 белая пешка · h2 белая пешка · a1 белая ладья · f1 белая ладья · g1 белый король | 3 |
| 2 | a8 чёрная ладья · c8 чёрный слон · g8 чёрный король · a7 чёрная пешка · b7 чёрная пешка · g7 чёрная ладья · h7 чёрная пешка · c6 чёрная пешка · e6 чёрная пешка · f6 чёрный конь · h6 чёрный ферзь · c5 белая пешка · d5 чёрная пешка · e5 белая пешка · f5 чёрная пешка · b4 белая пешка · e4 чёрный конь · f4 белая пешка · a2 белая пешка · b2 белый слон · c2 белый ферзь · d2 белый конь · e2 белый слон · g2 белая пешка · h2 белая пешка · a1 белая ладья · f1 белая ладья · g1 белый король | a8 чёрная ладья · c8 чёрный слон · g8 чёрный король · a7 чёрная пешка · b7 чёрная пешка · g7 чёрная ладья · h7 чёрная пешка · c6 чёрная пешка · e6 чёрная пешка · f6 чёрный конь · h6 чёрный ферзь · c5 белая пешка · d5 чёрная пешка · e5 белая пешка · f5 чёрная пешка · b4 белая пешка · e4 чёрный конь · f4 белая пешка · a2 белая пешка · b2 белый слон · c2 белый ферзь · d2 белый конь · e2 белый слон · g2 белая пешка · h2 белая пешка · a1 белая ладья · f1 белая ладья · g1 белый король | a8 чёрная ладья · c8 чёрный слон · g8 чёрный король · a7 чёрная пешка · b7 чёрная пешка · g7 чёрная ладья · h7 чёрная пешка · c6 чёрная пешка · e6 чёрная пешка · f6 чёрный конь · h6 чёрный ферзь · c5 белая пешка · d5 чёрная пешка · e5 белая пешка · f5 чёрная пешка · b4 белая пешка · e4 чёрный конь · f4 белая пешка · a2 белая пешка · b2 белый слон · c2 белый ферзь · d2 белый конь · e2 белый слон · g2 белая пешка · h2 белая пешка · a1 белая ладья · f1 белая ладья · g1 белый король | a8 чёрная ладья · c8 чёрный слон · g8 чёрный король · a7 чёрная пешка · b7 чёрная пешка · g7 чёрная ладья · h7 чёрная пешка · c6 чёрная пешка · e6 чёрная пешка · f6 чёрный конь · h6 чёрный ферзь · c5 белая пешка · d5 чёрная пешка · e5 белая пешка · f5 чёрная пешка · b4 белая пешка · e4 чёрный конь · f4 белая пешка · a2 белая пешка · b2 белый слон · c2 белый ферзь · d2 белый конь · e2 белый слон · g2 белая пешка · h2 белая пешка · a1 белая ладья · f1 белая ладья · g1 белый король | a8 чёрная ладья · c8 чёрный слон · g8 чёрный король · a7 чёрная пешка · b7 чёрная пешка · g7 чёрная ладья · h7 чёрная пешка · c6 чёрная пешка · e6 чёрная пешка · f6 чёрный конь · h6 чёрный ферзь · c5 белая пешка · d5 чёрная пешка · e5 белая пешка · f5 чёрная пешка · b4 белая пешка · e4 чёрный конь · f4 белая пешка · a2 белая пешка · b2 белый слон · c2 белый ферзь · d2 белый конь · e2 белый слон · g2 белая пешка · h2 белая пешка · a1 белая ладья · f1 белая ладья · g1 белый король | a8 чёрная ладья · c8 чёрный слон · g8 чёрный король · a7 чёрная пешка · b7 чёрная пешка · g7 чёрная ладья · h7 чёрная пешка · c6 чёрная пешка · e6 чёрная пешка · f6 чёрный конь · h6 чёрный ферзь · c5 белая пешка · d5 чёрная пешка · e5 белая пешка · f5 чёрная пешка · b4 белая пешка · e4 чёрный конь · f4 белая пешка · a2 белая пешка · b2 белый слон · c2 белый ферзь · d2 белый конь · e2 белый слон · g2 белая пешка · h2 белая пешка · a1 белая ладья · f1 белая ладья · g1 белый король | a8 чёрная ладья · c8 чёрный слон · g8 чёрный король · a7 чёрная пешка · b7 чёрная пешка · g7 чёрная ладья · h7 чёрная пешка · c6 чёрная пешка · e6 чёрная пешка · f6 чёрный конь · h6 чёрный ферзь · c5 белая пешка · d5 чёрная пешка · e5 белая пешка · f5 чёрная пешка · b4 белая пешка · e4 чёрный конь · f4 белая пешка · a2 белая пешка · b2 белый слон · c2 белый ферзь · d2 белый конь · e2 белый слон · g2 белая пешка · h2 белая пешка · a1 белая ладья · f1 белая ладья · g1 белый король | a8 чёрная ладья · c8 чёрный слон · g8 чёрный король · a7 чёрная пешка · b7 чёрная пешка · g7 чёрная ладья · h7 чёрная пешка · c6 чёрная пешка · e6 чёрная пешка · f6 чёрный конь · h6 чёрный ферзь · c5 белая пешка · d5 чёрная пешка · e5 белая пешка · f5 чёрная пешка · b4 белая пешка · e4 чёрный конь · f4 белая пешка · a2 белая пешка · b2 белый слон · c2 белый ферзь · d2 белый конь · e2 белый слон · g2 белая пешка · h2 белая пешка · a1 белая ладья · f1 белая ладья · g1 белый король | 2 |
| 1 | a8 чёрная ладья · c8 чёрный слон · g8 чёрный король · a7 чёрная пешка · b7 чёрная пешка · g7 чёрная ладья · h7 чёрная пешка · c6 чёрная пешка · e6 чёрная пешка · f6 чёрный конь · h6 чёрный ферзь · c5 белая пешка · d5 чёрная пешка · e5 белая пешка · f5 чёрная пешка · b4 белая пешка · e4 чёрный конь · f4 белая пешка · a2 белая пешка · b2 белый слон · c2 белый ферзь · d2 белый конь · e2 белый слон · g2 белая пешка · h2 белая пешка · a1 белая ладья · f1 белая ладья · g1 белый король | a8 чёрная ладья · c8 чёрный слон · g8 чёрный король · a7 чёрная пешка · b7 чёрная пешка · g7 чёрная ладья · h7 чёрная пешка · c6 чёрная пешка · e6 чёрная пешка · f6 чёрный конь · h6 чёрный ферзь · c5 белая пешка · d5 чёрная пешка · e5 белая пешка · f5 чёрная пешка · b4 белая пешка · e4 чёрный конь · f4 белая пешка · a2 белая пешка · b2 белый слон · c2 белый ферзь · d2 белый конь · e2 белый слон · g2 белая пешка · h2 белая пешка · a1 белая ладья · f1 белая ладья · g1 белый король | a8 чёрная ладья · c8 чёрный слон · g8 чёрный король · a7 чёрная пешка · b7 чёрная пешка · g7 чёрная ладья · h7 чёрная пешка · c6 чёрная пешка · e6 чёрная пешка · f6 чёрный конь · h6 чёрный ферзь · c5 белая пешка · d5 чёрная пешка · e5 белая пешка · f5 чёрная пешка · b4 белая пешка · e4 чёрный конь · f4 белая пешка · a2 белая пешка · b2 белый слон · c2 белый ферзь · d2 белый конь · e2 белый слон · g2 белая пешка · h2 белая пешка · a1 белая ладья · f1 белая ладья · g1 белый король | a8 чёрная ладья · c8 чёрный слон · g8 чёрный король · a7 чёрная пешка · b7 чёрная пешка · g7 чёрная ладья · h7 чёрная пешка · c6 чёрная пешка · e6 чёрная пешка · f6 чёрный конь · h6 чёрный ферзь · c5 белая пешка · d5 чёрная пешка · e5 белая пешка · f5 чёрная пешка · b4 белая пешка · e4 чёрный конь · f4 белая пешка · a2 белая пешка · b2 белый слон · c2 белый ферзь · d2 белый конь · e2 белый слон · g2 белая пешка · h2 белая пешка · a1 белая ладья · f1 белая ладья · g1 белый король | a8 чёрная ладья · c8 чёрный слон · g8 чёрный король · a7 чёрная пешка · b7 чёрная пешка · g7 чёрная ладья · h7 чёрная пешка · c6 чёрная пешка · e6 чёрная пешка · f6 чёрный конь · h6 чёрный ферзь · c5 белая пешка · d5 чёрная пешка · e5 белая пешка · f5 чёрная пешка · b4 белая пешка · e4 чёрный конь · f4 белая пешка · a2 белая пешка · b2 белый слон · c2 белый ферзь · d2 белый конь · e2 белый слон · g2 белая пешка · h2 белая пешка · a1 белая ладья · f1 белая ладья · g1 белый король | a8 чёрная ладья · c8 чёрный слон · g8 чёрный король · a7 чёрная пешка · b7 чёрная пешка · g7 чёрная ладья · h7 чёрная пешка · c6 чёрная пешка · e6 чёрная пешка · f6 чёрный конь · h6 чёрный ферзь · c5 белая пешка · d5 чёрная пешка · e5 белая пешка · f5 чёрная пешка · b4 белая пешка · e4 чёрный конь · f4 белая пешка · a2 белая пешка · b2 белый слон · c2 белый ферзь · d2 белый конь · e2 белый слон · g2 белая пешка · h2 белая пешка · a1 белая ладья · f1 белая ладья · g1 белый король | a8 чёрная ладья · c8 чёрный слон · g8 чёрный король · a7 чёрная пешка · b7 чёрная пешка · g7 чёрная ладья · h7 чёрная пешка · c6 чёрная пешка · e6 чёрная пешка · f6 чёрный конь · h6 чёрный ферзь · c5 белая пешка · d5 чёрная пешка · e5 белая пешка · f5 чёрная пешка · b4 белая пешка · e4 чёрный конь · f4 белая пешка · a2 белая пешка · b2 белый слон · c2 белый ферзь · d2 белый конь · e2 белый слон · g2 белая пешка · h2 белая пешка · a1 белая ладья · f1 белая ладья · g1 белый король | a8 чёрная ладья · c8 чёрный слон · g8 чёрный король · a7 чёрная пешка · b7 чёрная пешка · g7 чёрная ладья · h7 чёрная пешка · c6 чёрная пешка · e6 чёрная пешка · f6 чёрный конь · h6 чёрный ферзь · c5 белая пешка · d5 чёрная пешка · e5 белая пешка · f5 чёрная пешка · b4 белая пешка · e4 чёрный конь · f4 белая пешка · a2 белая пешка · b2 белый слон · c2 белый ферзь · d2 белый конь · e2 белый слон · g2 белая пешка · h2 белая пешка · a1 белая ладья · f1 белая ладья · g1 белый король | 1 |
|   | a | b | c | d | e | f | g | h |   |

1. d4 d5 2. c4 с6 3. Кf3 e6 4. e3 Сd6 5. Сd3 f5 6. Кbd2 Кf6 7. Фc2 0-0 8. b3 Кe4 9. Сb2 Кd7 10. 0-0 Фf6 11. Кe1 g5 12. f4 gf 13. ef Лf7 14. Сe2 Лg7 15. Кd3 Фh6 16. c5 Сc7 17. b4 Кdf6 18. Кe5 С:e5 19. de (см. диаграмму)
19... Фh3 20. Сf3 Кg4 21. С:g4 Фe3+ 22. Крh1 Ф:d2 23. Ф:d2 К:d2 24. Сe2 К:f1.
Белые сдались.

## Изменения рейтинга
| Графики недоступны из-за технических проблем. См. информацию на Фабрикаторе и на mediawiki.org. |